# Poljana (Kroatien)

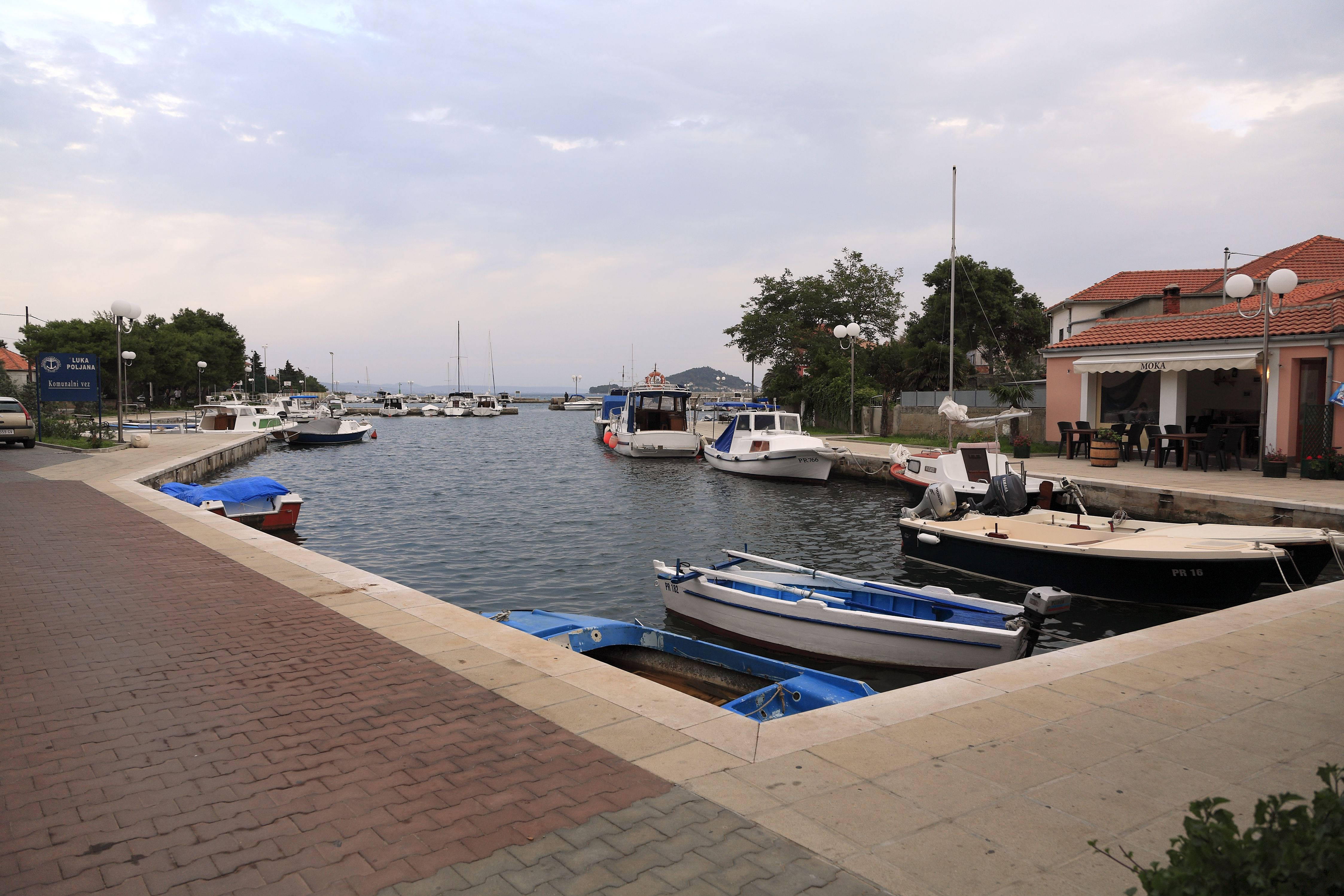
Hafenbucht an der Nordostküste der Insel Ugljan (2012)

Poljana ist einer der kleinsten Orte der Insel Ugljan im Kanal von Zadar (Kroatien). Poljana ist eine Siedlung und kleiner Hafen in der gleichnamigen Bucht im Mittelbereich der Ostküste der Insel. 
Die Wirtschaftsgrundlage sind Landwirtschaft, Gemüseanbau und Olivenbau.
Durch zahlreiche Brunnen und viele Sonnentage gedeihen hier im Sommer und im Winter zahlreiche Gemüse- und Fruchtarten.
Im Ort findet sich die romanische Kirche des hl. Petrus aus dem 13. Jahrhundert.
Koordinaten: 44° 6′ N, 15° 11′ O